# Miriam Leonard
Miriam Anna Leonard (Londra, 20 maggio 1977) è una grecista britannica, nota soprattutto per i suoi studi sull'influenza della tragedia greca nel pensiero moderno.

## Biografia
Ha ottenuto la laurea triennale, magistrale ed il dottorato presso l'Università di Cambridge, conseguendo il PhD nel 2002. Dal 2002 al 2007 ha insegnato nel dipartimento di lettere classiche dell'Università di Bristol, prima di cominciare a insegnare letteratura greca e ricezione della cultura classica all'University College London, una cattedra che ricopre tuttora. È stata anche oratrice esterna all'università di Princeton. I suoi studi sull'influenza della tragedia greca nel pensiero nel diciannovesimo e ventesimo secolo, specialmente Friedrich Nietzsche, Georg Wilhelm Friedrich Hegel, Karl Marx e Sigmund Freud, le valse il Leverhulme Thrust Grant nel 2011 e il Philip Leverhulme Prize nel 2012.

## Opere

### Monografie
- Tragic Modernities (Harvard University Press, 2015)[2]
- ed. with Joshua Billings
- Socrates and the Jews: Hellenism and Hebraism from Moses Mendelssohn to Sigmund Freud (University of Chicago Press, 2012)
- How to Read Ancient Philosophy (Granta, 2008)
- Athens in Paris: Ancient Greece and the Political in Post-War French Thought (Oxford University Press, 2005)

### Opere in collaborazione
- Tragedy and the Idea of Modernity (Oxford University Press, 2015), con Joshua Billings
- Laughing with Medusa: Classical Myth and Feminist Thought (Oxford University Press, 2006), con Vanda Zajko

### Curatele
- Derrida and Antiquity (Oxford University Press, 2010)[3]